# Seznam českých dokumentárních cyklů
Seznam českých dokumentárních cyklů uvádí přehled některých českých dokumentárních pořadů seriálového typu, vysílaných Českou televizí.

## B
- Babylon
- Bigbít (42 dílů)

## C
- Cestománie

## Č
- České hlavy (cca 200 dílů)

## D
| - Deset století architektury (233 dílů) - Divnopis | - Dvaasedmdesát jmen české historie (72 dílů) |

## E
- Etiketa

## F
- Film o filmu

## G
| - GENUS (99 dílů) | - GEN – Galerie elity národa (181 dílů) |

## H
| - Historie.cs - Hledání ztraceného času | - Hvězda mého srdce |

## J
- Jak se žije (69 dílů)

## K
- Klub animovaného filmu
- Komik a jeho svět (150 dílů)
- Krajinou příběhů českých hradů známých i neznámých

## M
- Magické hory
- Mistři českého animovaného filmu
- Mistři českého animovaného filmu II
- Mistři českého animovaného filmu III

## N
- Na cestách
- Na cestě
- Nová cestománie (85 dílů, 14. září 2004 – 28. června 2006)
- Na vrcholky hor s Vladimírem Čechem
- Neznámí hrdinové

## O
| - Osudové okamžiky - Osudy hvězd |

## P
- Paměť stromů
- Pevnosti
- Po stopách hvězd
- Počesku
- Pokračování příště
- Praha, město věží
- Příběhy železné opony

## R
- Rozhlédni se, člověče
- Retro

## S
- Soukromé století (8 filmů)
- Světci a svědci 50 dílů (2007-8)

## T
- Toulavá kamera
- Toulavá kamera ochutnává Česko

## U
| - Úsměvy - Úsměvy českého filmu - Úsměvy dětského filmu |

## V
- V zajetí železné opony
- Vesnicopis
- Vzhůru dolů!

## Z
- Zpět k pramenům
- Ztracené adresy

## Ž
- Ženy na přelomu tisíciletí

## 13
- 13. komnata